# Denise/T'amerei
Denise/T'amerei sono i due brani contenuti nel secondo 45 giri del cantautore Amedeo Minghi.

## Il disco
Dopo le prime esperienze alla Dischi Ricordi, nel 1970 Minghi conosce Edoardo Vianello e passa alla sua casa discografica, l'Apollo: inizia quindi a scrivere canzoni per I Vianella come la fortunata Vojo er canto de 'na canzone, Canto d'amore di Homeide e Fijo mio; quest'ultimo brano può essere considerato anche come il primo vero successo di Franco Califano, autore del testo.
Per l'Apollo pubblica quindi un 45 giri come solista, con due canzoni d'amore di cui una, Denise, più ritmata musicalmente; in entrambi i brani i testi sono scritti da Carla Vistarini.
Come il precedente, anche questo disco non ottiene successo e, nel corso degli anni, quando Minghi diventerà uno dei più noti cantautori italiani, diventerà una rarità molto ricercata dai collezionisti.

## Tracce
Lato A
1. Denise (testo di Carla Vistarini; musica di Amedeo Minghi) - 3:03

Lato B
1. T'amerei (testo di Carla Vistarini; musica di Amedeo Minghi) - 4:18